# Kirchsteigfeld
Kirchsteigfeld è un quartiere della città tedesca di Potsdam.